# Carlton-kert
A Carlton-kert Melbourne üzleti negyedének északkeleti szélén elterülő 26 hektáros park, Ausztrália egyik világörökségi helyszíne. Itt található a Királyi Kiállítási Épület, a melbourne-i múzeum, valamint egy mozi, teniszpályák és egy díjnyertes játszótér. A téglalap alakú területet a Victoria Street, Rathdowne Street, Carlton Street, és Nicholson Street határolja.
A kert kiemelkedő példája a viktoriánus tájépítészetnek a gyönyörű pázsittal és a különböző európai és ausztráliai fafajokkal: vannak itt kocsányos tölgyek, fehér nyárfák, platánfélék, szilfák, toboztermők, cédrusok, cserfák, örökzöldek, évelő és egynyári virágágyágyások. A fákkal szegélyezett sétányok kiemelik a szökőkutak és a Kiállítási Épület szépségét. A park déli részén két kis dísztó található.

## Történet
1839-ben Melbourne eredeti határain kívül nagy területeket jelöltek ki eladásra. Ezeknek nagyobb részét később eladták és felosztották különböző közintézményeknek, de sokat megtartottak nyilvános parknak, beleértve a Carlton-kertet is. 1856 körül Melbourne városa megszerezte a Carlton-kert feletti ellenőrzést és megbízta Edward La Trobe Batemant a tervezéssel.  Kiépült a park úthálózata és néhány egyéb elem a tervből. Az 1870-es években a gyarmati kormány átvette a kert feletti ellenőrzést és néhány apró változtatást végeztek Clement Hodgkinson vezetésével. Röviddel ezután Joseph Reed építész radikálisan áttervezte a parkot az 1880-as nemzetközi kiállítás miatt. A kert átépítésével William Sangstert bízták meg. 1880-ban Elkészült a Kiállítási Épület. Miután a nemzetközi kiállítás 1881. április 30-án bezárt, a kiállítási épület ideiglenes melléképületeit lebontották. 1888-ban centenáriumi ünnepséget tartottak az európaiak letelepedésének századik évfordulójára.  Az ausztráliai első parlament ülése a Kiállítási Épületben volt 1901-ben. Az épületekben  1919-ben kórház üzemelt a spanyolnátha-járvány miatt. A második világháború alatt az épületeket az Ausztrál Légierő (RAAF) használta. 1948 és 1961 között a komplexum egy részében bevándorlási fogadóközpont üzemelt. 2001-ben Taylor Cullity Lethlean és Mary Jeavons díjat nyertek a játszótér tervével és megépítésével. 2004 júliusában több évi lobbizás után a Királyi Kiállítási Épület és a Carlton-kert felkerült a világörökség listájára.

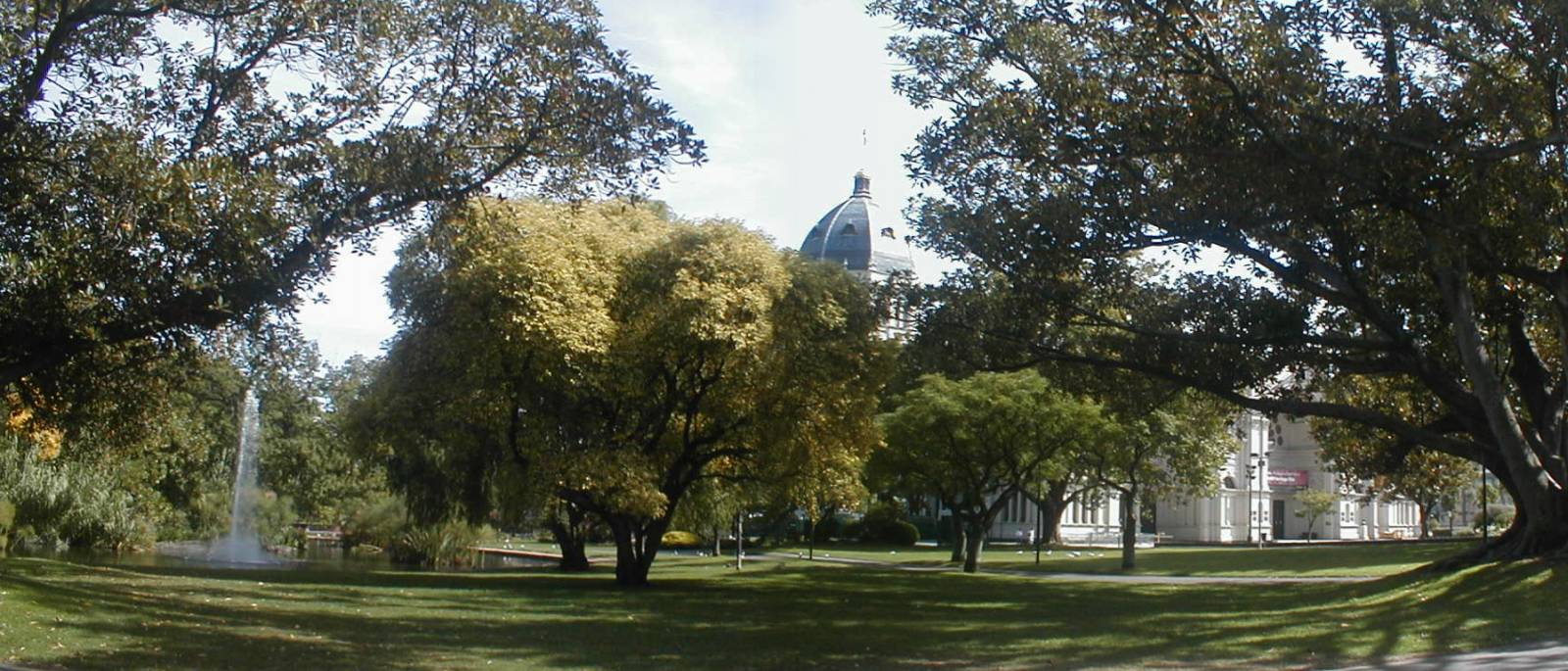
A Carlton-kert déli része

## Fordítás
Ez a szócikk részben vagy egészben a Carlton Gardens, Melbourne című angol Wikipédia-szócikk ezen változatának fordításán alapul.  Az eredeti cikk szerkesztőit annak laptörténete sorolja fel. Ez a jelzés csupán a megfogalmazás eredetét és a szerzői jogokat jelzi, nem szolgál a cikkben szereplő információk forrásmegjelöléseként.